# Alec Nyasulu
Alec Mjuma Nyasulu (* 23. Februar 1920 in Mzimba, Njassaland, heute: Malawi; † 1987) war ein malawischer  Politiker.

## Leben
Nyasulu absolvierte nach seiner Schulausbildung eine Lehrerausbildung an der Missionsstation in Livingstonia. Er war danach zwischen 1939 und 1942 als Lehrer an der Emoneni School sowie zuletzt an der Enkondhlweni School tätig und erwarb in dieser Zeit auch seine allgemeine Lehramtszulassung (General Certificate of Education). Während des Zweiten Weltkrieges trat er 1942 in die British Army und nahm in der Folgezeit an Kampfhandlung in Britisch-Indien, Ceylon sowie Ostafrika teil, ehe er nach Kriegsende 1946 als Stabsfeldwebel (Warrant Officer Class 2) aus dem aktiven Militärdienst ausschied. Nach seiner Rückkehr arbeitete er zunächst wieder als Lehrer in Njassaland und absolvierte 1948 eine Fortbildung als Schulinspektor im Vereinigten Königreich.
Später trat Nyasulu der 1959 von Orton Chirwa und Aleke Banda gegründeten Malawi Congress Party (MCP) bei und wurde für diese 1961 im Wahlkreis Mzimba South zum Mitglied des Legislativrates (Legislative Council) von Njassaland gewählt. Am 13. August 1963 wurde er als Nachfolger von W. Wenban-Smith Sprecher des Legislativrates sowie später der daraus hervorgegangenen Legislativversammlung (Legislative Assembly). Nachdem Njassaland am 6. Juli 1964 vom Vereinigten Königreich in die Unabhängigkeit entlassen wurde, wurde er dadurch erster Sprecher der Nationalversammlung von Malawi (National Assembly). Diesen Posten bekleidete er bis zu seiner Ablösung durch Ismail K. Surtee am 27. Oktober 1964.
Im Anschluss wurde Nyasulu 1964 als Minister in das Kabinett von Premierminister Hastings Banda berufen. Nach der Gründung der Republik Malawi am 6. Juli 1966 übernahm er im Kabinett von Präsident Hastings Banda zunächst das Amt des Gesundheitsministers und daraufhin 1968 den Posten als Bildungsminister. Nachdem er zwischen 1969 und 1970 Staatsminister in dem von Präsident Banda selbst geleiteten Außenministerium war, wurde er 1970 abermals Gesundheitsminister.
Danach übernahm Nyasulu im Februar 1971 erneut das Amt des Sprechers der Nationalversammlung und bekleidete dieses nunmehr bis zu seiner Ablösung durch Nelson P. W. Khonje im Februar 1975.

## Weblink
- Kurzbiografie